# Biserica de lemn „Sfântul Arhanghel Mihail” din Mînzătești
Biserica de lemn „Sf. Arhanghel Mihail” este o biserică amplasată în Mînzătești, raionul Ungheni, Republica Moldova. Este un monument arhitectural de importanță națională inclus în Registrul monumentelor Republicii Moldova ocrotite de stat cu nr. 1662 (raionul Ungheni). Datează din 1891.